# Gerry Niewood

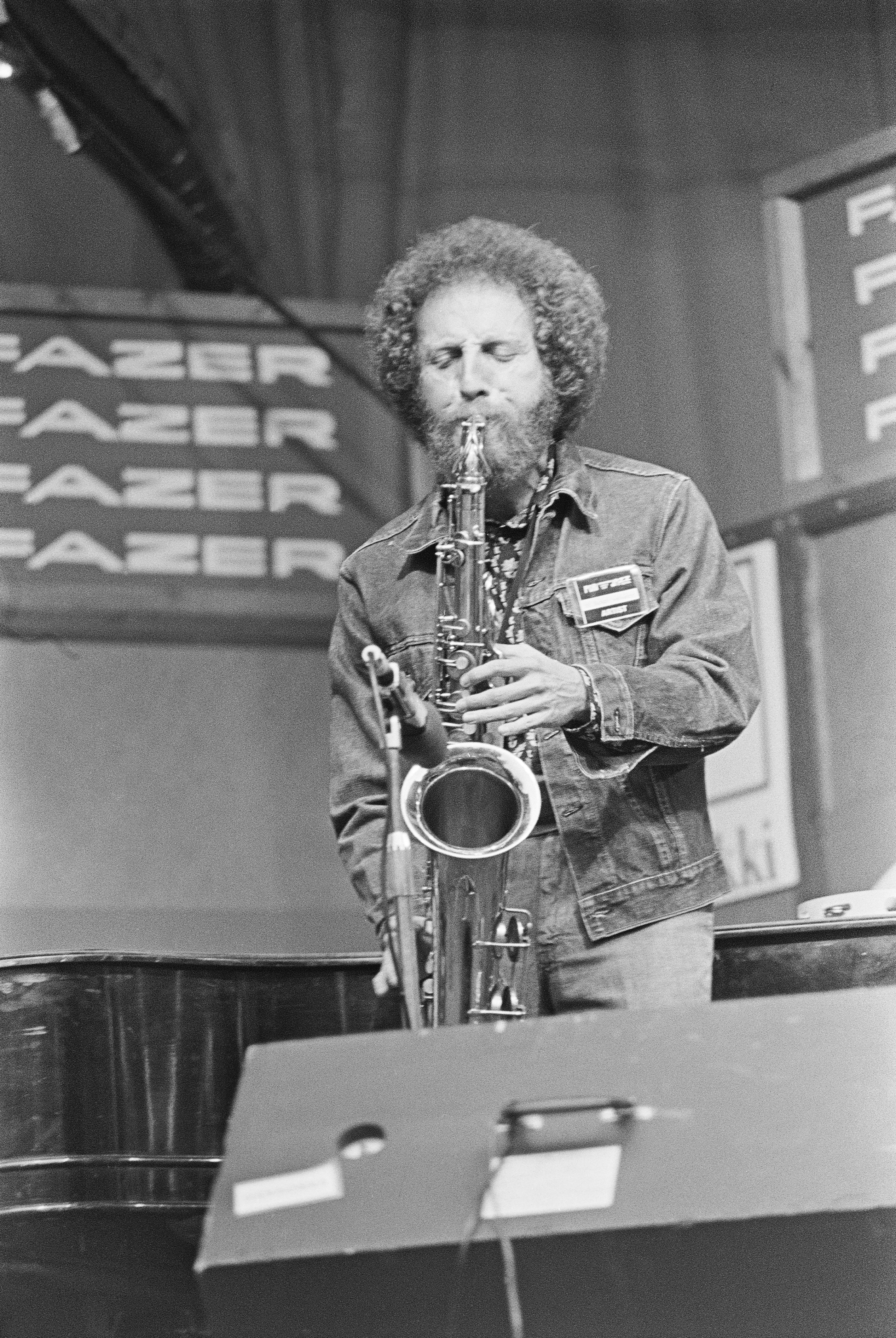
Gerry Niewood tocando en Pori Jazz en 1974.

Gerry Niewood (6 de abril de 1943 - 12 de febrero de 2009), nacido como Gerard Joseph Nevidosky, fue un saxofonista y flautista de jazz estadounidense que trabajó a menudo con Chuck Mangione. Al igual que Mangione, Niewood nació en Rochester, Nueva York, y se graduó en la Eastman School of Music.
Trabajó con Mangione de 1968 a 1976 y poco después dirigió una banda con Dave Samuels. Pasó la mayor parte de su carrera como músico de sesión. En la década de 1990, volvió a jugar con Mangione. Él y el miembro de la banda Coleman Mellett murieron en el accidente del vuelo 3407 de Colgan Air el 12 de febrero de 2009.

## Discografía

### Principal
- The Gerry Niewood Album (Sagoma/DGM, 1975)
- Slow Hot Wind (A&M, 1975)
- Gerry Niewood and Timepiece (A&M\Horizon, 1977)
- Share My Dream (DMP, 1985)
- Alone (Profile, 1988)
- Facets (Native Language, 2004)

### Como acompañante
Con Walter Bishop Jr.
- Soul Village (Muse, 1977)

Con Chuck Mangione
- Friends and Love (Mercury, 1970)
- Together: A New Chuck Mangione Concert (Mercury, 1971)
- The Chuck Mangione Quartet (Mercury, 1972)
- Alive! (Mercury, 1972)
- Land of Make Believe (Mercury, 1973)
- Chase the Clouds Away (A&M, 1975)
- Bellavia (A&M, 1975)
- Encore (Mercury, 1975)
- Encore: Mangione Concerts (Mercury, 1991)
- The Feeling's Back (Chesky, 1999)
- Everything for Love (Chesky, 2000)

Con Gap Mangione
- Planet Gap (1998)
- Stolen Moments (2003)
- Family Holidays (2004)

Con otros
- Towering Toccata, Lalo Schifrin (CTI, 1976)
- Havana Candy, Patti Austin (CTI, 1977)
- Dancin' and Lovin', The Spinners (Atlantic, 1979)
- The Concert in Central Park, Paul Simon & Art Garfunkel (Concert, 1981)
- The Concert in Central Park, Paul Simon & Art Garfunkel (Album, Warner Brothers 1982)
- Walk on the Water, Gerry Mulligan, (DRG, 1980)
- Concerto de Aranjuez, Jim Hall (1981)
- Living Room, Mark Murphy (1984)
- Am I Not Your Girl?, Sinéad O'Connor (1992)
- Moments Like This, Peggy Lee (1993)
- World Tour, Jason Miles (1994)
- Awakening, Randy Sandke (1998)
- Easy Living, Ann Hampton Callaway (1999)